# パウル・ティーメ
パウル・ティーメ（Paul Thieme、1905年3月18日 - 2001年4月24日）は、ドイツのインド学者、言語学者。ヴェーダやウパニシャッド、パーニニの文法などの研究で知られる。

## 経歴
ティーメはベルリンに生まれた。ゲッティンゲン大学で比較言語学とインド学を学び、論文『ヴェーダの大過去』で1928年に博士の学位を得た 。
1932年に教授資格を得て以来、ゲッティンゲン大学、アラーハーバード大学、ブレスラウ大学で教え、1939年からブレスラウ大学のインド学の員外教授、1941年からハレ大学の員外教授をつとめた。1953年から西ドイツに移ってフランクフルト大学の正教授となり、その後イェール大学、テュービンゲン大学教授を歴任した。1975年からはテュービンゲン大学の名誉教授に就任した。

## 業績
ティーメは「ブラフマン」「アーリヤ」など、思想的・文化的に重要な概念を表す語について基本的な意味の解明とその展開を明らかにする語義研究(Wortkunde)の手法を開発した。
ジョルジュ・デュメジルの三機能仮説について、ヴェーダを恣意的にねじ曲げて解釈したものとしてティーメは徹底的に否定し、第二次世界大戦をはさんでデュメジルと論争を行った。
ティーメは「生けるパーニニ学者」であり、流暢にサンスクリットを話すことができた。1972年の第1回国際サンスクリット会議では基調講演をサンスクリットで行っている。

## 受賞・栄典
- 1988年に京都賞精神科学・表現芸術部門を受賞した。受賞理由については「インド古典（とくにヴェーダ文献）の研究を厳密な文献学的方法によって推進し、インド思想史研究に確実で堅固な基礎を与え、門下に優れた研究者を育成した」こととされる[2]。

## 主な著書
- Pāṇini and the Veda. Studies in the Early History of Linguistic Science in India. Allahabad. (1935)（『パーニニとヴェーダ』）
- Der Fremdling im Ṛgveda. Eine Studie über die Bedeutung der Worte ari, arya, aryaman und ārya. Leipzig: Deutsche morgenländische Gesellschaft. (1938)（『リグヴェーダにおける外来者』。「アーリヤ」という言葉が「客人」を意味すると解釈した）
- Untersuchungen zur Wortkunde und Auslegung des Rigveda. Hallische Monographien. 7. Halle, Saale: M. Niemeyer（『リグヴェーダの語義・解釈学的研究』）

### 著作集
- Georg Buddruss, ed (1971). Kleine Schriften. Wiesbaden: Franz Steiner Verlag（1968年までの論文集、2冊）
- Renate Söhnen-Thieme, ed (1995). Kleine Schriften II. Stuttgart: Franz Steiner Verlag（1987年までの論文集）
- Werner Knobl; 小林信彦, ed (1995). Paul Thieme: Opera maiora. 法蔵館